# Les Rosiers-sur-Loire
Les Rosiers-sur-Loire era una comuna francesa situada en el departamento de Maine y Loira, de la región de Países del Loira, que el 1 de enero de 2018 pasó a ser una comuna delegada de la comuna nueva de Gennes-Val-de-Loire al fusionarse con las comunas de Chênehutte-Trèves-Cunault, Gennes, Grézillé, Le Thoureil, Saint-Georges-des-Sept-Voies, y Saint-Martin-de-la-Place.

## Demografía
| Gráfica de evolución demográfica de Les Rosiers-sur-Loire entre 1800 y 2015 |
|                                                                             |

Los datos demográficos contemplados en este gráfico de la comuna de Les Rosiers-sur-Loire se han cogido de 1800 a 1999 de la página francesa EHESS/Cassini, y los demás datos de la página del INSEE.